# Kerstin Nindel
Kerstin Nindel ist eine ehemalige deutsche Handballspielerin.

## Vereinskarriere
Kerstin Nindel spielte beim SC Leipzig in der höchsten Spielklasse der Deutschen Demokratischen Republik, der Oberliga, und in der Handball-Bundesliga. Mit dem Team wurde sie in der Spielzeit 1984/1984 und der Spielzeit 1987/1988 DDR-Meisterin und gewann zudem im Jahr 1991 die letzte Spielzeit der Oberliga. In der Spielzeit 1984/1985 wurde sie mit 111 Toren (64 im Feld, 44 Siebenmeter) und in der Spielzeit 1990/1991 mit 151 Toren (63 im Feld, 88 Siebenmeter) Torschützenkönigin. In der Bundesligasaison 1992/1993 war sie mit 141 Toren (davon 79 Siebenmeter) zweitbeste Werferin. Später spielte sie beim SV Union Halle-Neustadt.

## Nationalmannschaft
Sie spielte für die Frauen-Handballnationalmannschaft der DDR und belegte bei der Weltmeisterschaft 1990 in Südkorea mit der ostdeutschen Nationalmannschaft den dritten Platz.